# Daya Vieja
Daya Vieja (en valenciano, Daia Vella) es un municipio  de la Comunidad Valenciana, España. Situado al sureste de la provincia de Alicante, en la comarca de la Vega Baja del Segura. Cuenta con una población de 657 habitantes (INE 2024). Se trata de un municipio hispanófono, en el que el español cuenta con el predominio lingüístico reconocido legalmente.

## Geografía
Daya Vieja está situado en el margen izquierdo del río Segura, en el corazón de la Vega Baja del Segura. 

### Localidades limítrofes
Limita con los términos municipales de Daya Nueva, Dolores, Formentera del Segura y San Fulgencio.

## Historia
Junto a Daya Nueva, Daya Vieja perteneció al término municipal de Orihuela desde la Reconquista efectuada por la Corona de Castilla a mediados del siglo XIII. En 1791 los dueños de Daya Nueva y de Daya Vieja, puestos de común acuerdo, decidieron segregarse de la ciudad de Orihuela y formar un solo municipio denominado Las Dayas.
El terremoto de 1829 destruyó casi en su totalidad el pueblo, que fue reconstruido entre 1855 y 1857.
En 1871, el entonces dueño de Daya Vieja, acogiéndose a la jurisdicción alfonsina, decidió formar su propio municipio, separándose del resto del término de Las Dayas. 
La familia dueña del pueblo vendió los terrenos de Daya Vieja en 1928 por 1.500.000 pesetas a los hermanos García Palmer y García Castillo que los parcelaron y vendieron a pequeños propietarios.
En 2019 como consecuencia del desbordamiento del río Segura el municipio quedó anegado y aislado, con problemas para la recepción de ayudas.

## Geografía humana

### Demografía
Cuenta con una población de 657 habitantes (INE 2024).
| Gráfica de evolución demográfica de Daya Vieja entre 1857 y 2021                                                      |
| |
| Población de derecho según los censos de población del INE. Población de hecho según los censos de población del INE. |

| Nacionalidad | Hombres | Mujeres | Total | %     | Proporción |
| ------------ | ------- | ------- | ----- | ----- | ---------- |
| Española     | 124     | 131     | 255   | 37.3% |            |
| Extranjera   | 214     | 214     | 428   | 62.6% |            |

| País                 | Hombres | Mujeres | Total | %     | Proporción |
| -------------------- | ------- | ------- | ----- | ----- | ---------- |
| Reino Unido          | 119     | 120     | 239   | 55.8% |            |
| Francia              | 9       | 8       | 17    | 4.0%  |            |
| Alemania             | 4       | 5       | 9     | 2.1%  |            |
| Polonia              | 3       | 3       | 6     | 1.4%  |            |
| Marruecos            | 4       | 1       | 5     | 1.2%  |            |
| Ecuador              | 2       | 2       | 4     | 0.9%  |            |
| Italia               | 3       | 1       | 4     | 0.9%  |            |
| Rusia                | 1       | 2       | 3     | 0.7%  |            |
| Colombia             | 0       | 2       | 2     | 0.4%  |            |
| Argentina            | 0       | 1       | 1     | 0.2%  |            |
| Bulgaria             | 1       | 0       | 1     | 0.2%  |            |
| Pakistán             | 1       | 0       | 1     | 0.2%  |            |
| Portugal             | 1       | 0       | 1     | 0.2%  |            |
| República Dominicana | 1       | 0       | 1     | 0.2%  |            |
| Rumania              | 0       | 1       | 1     | 0.2%  |            |
| Venezuela            | 1       | 0       | 1     | 0.2%  |            |

### Economía
La principal actividad económica de Daya es la agricultura de regadío, que aprovecha el agua de la acequia de Daya Vieja, derivada del azud de Alfeitamí, los cultivos más destacados son, por tanto, las alcachofas, el cáñamo, las patatas y el maíz; la actividad ganadera se fundamenta en la existencia de ganado ovino y porcino.

## Política
| Periodo   | Nombre                       | Partido   |
| --------- | ---------------------------- | --------- |
| 1979-1983 | Antonio Fernández Andreu     | UCD       |
| 1983-1987 | Antonio Fernández Andreu     | AP        |
| 1987-1991 | Antonio Fernández Andreu     | AP        |
| 1991-1995 | Antonio Fernández Andreu     | PP        |
| 1995-1999 | Antonio Pertusa García       | PP        |
| 1999-2003 | Antonio Pertusa García       | PP        |
| 2003-2007 | Rafael Vives Pertusa         | PP        |
| 2007-2011 | Rafael Vives Pertusa         | PP        |
| 2011-2015 | Rafael Vives Pertusa         | PP        |
| 2015-2019 | Rafael Vives Pertusa         | PP        |
| 2019-2023 | José Vicente Fernández Costa | Compromís |

## Monumentos y lugares de interés
- Plaza del León. Interés arquitectónico.

## Galería fotográfica

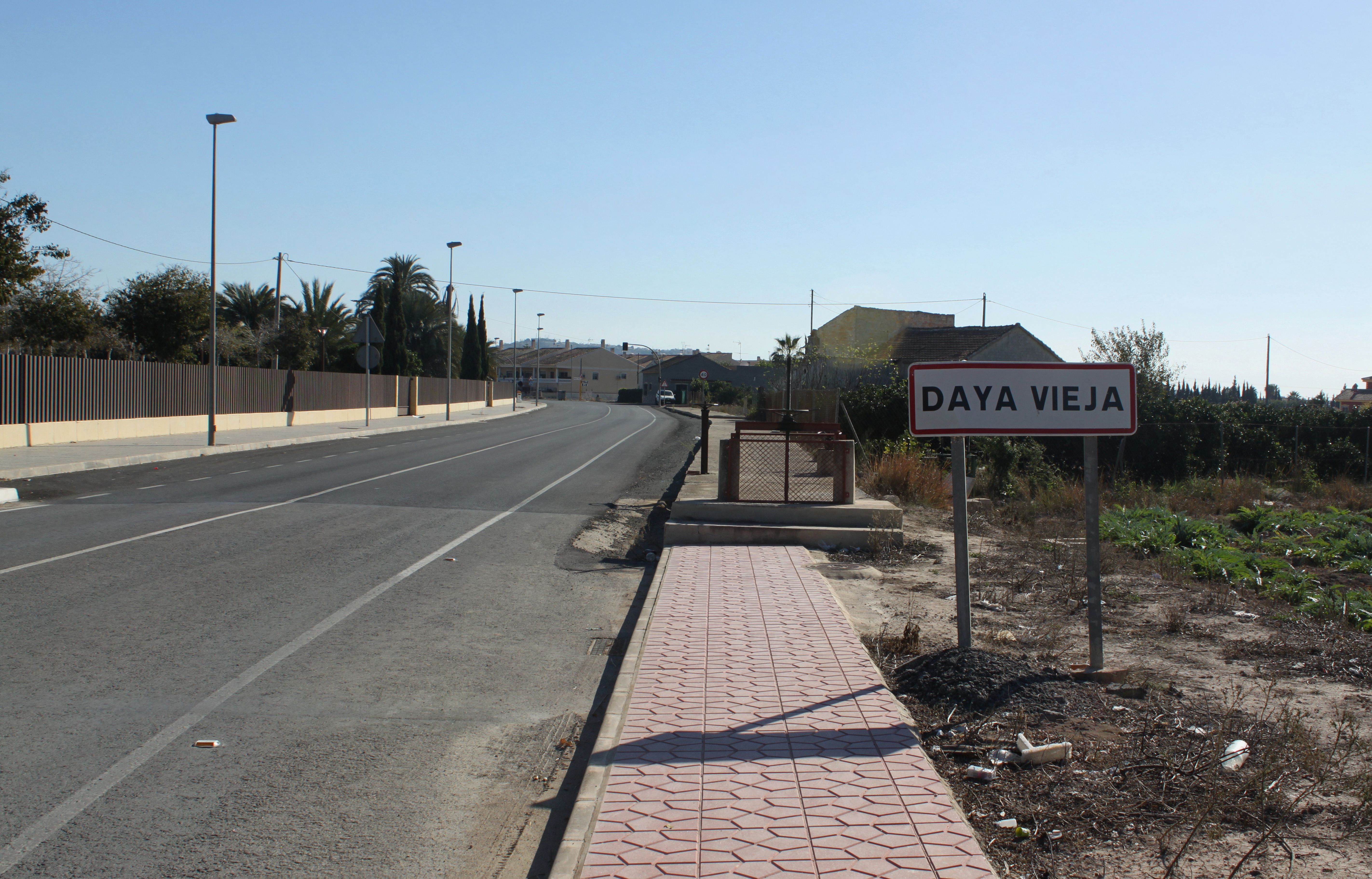
Acceso
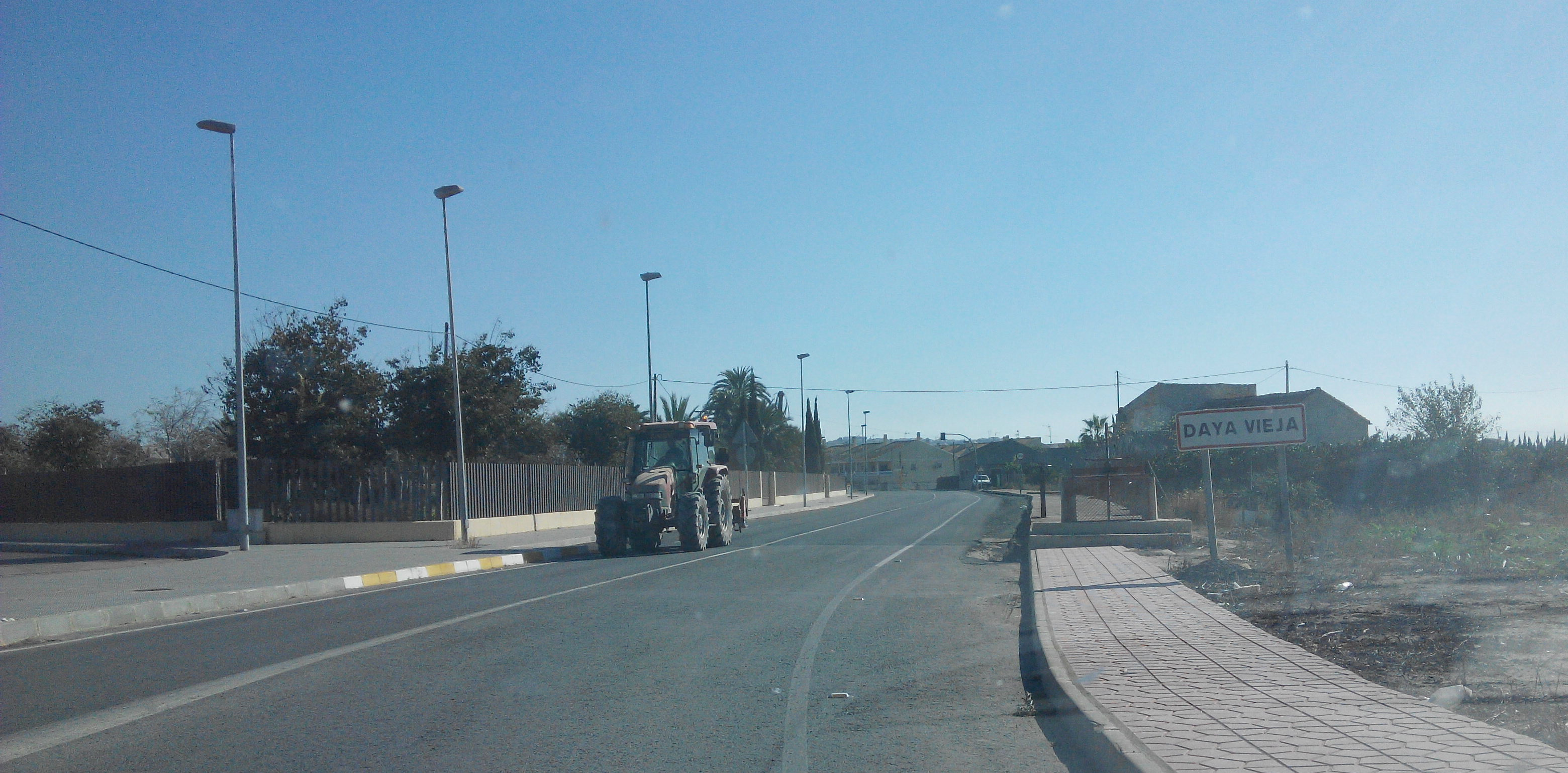
Acceso y detalles

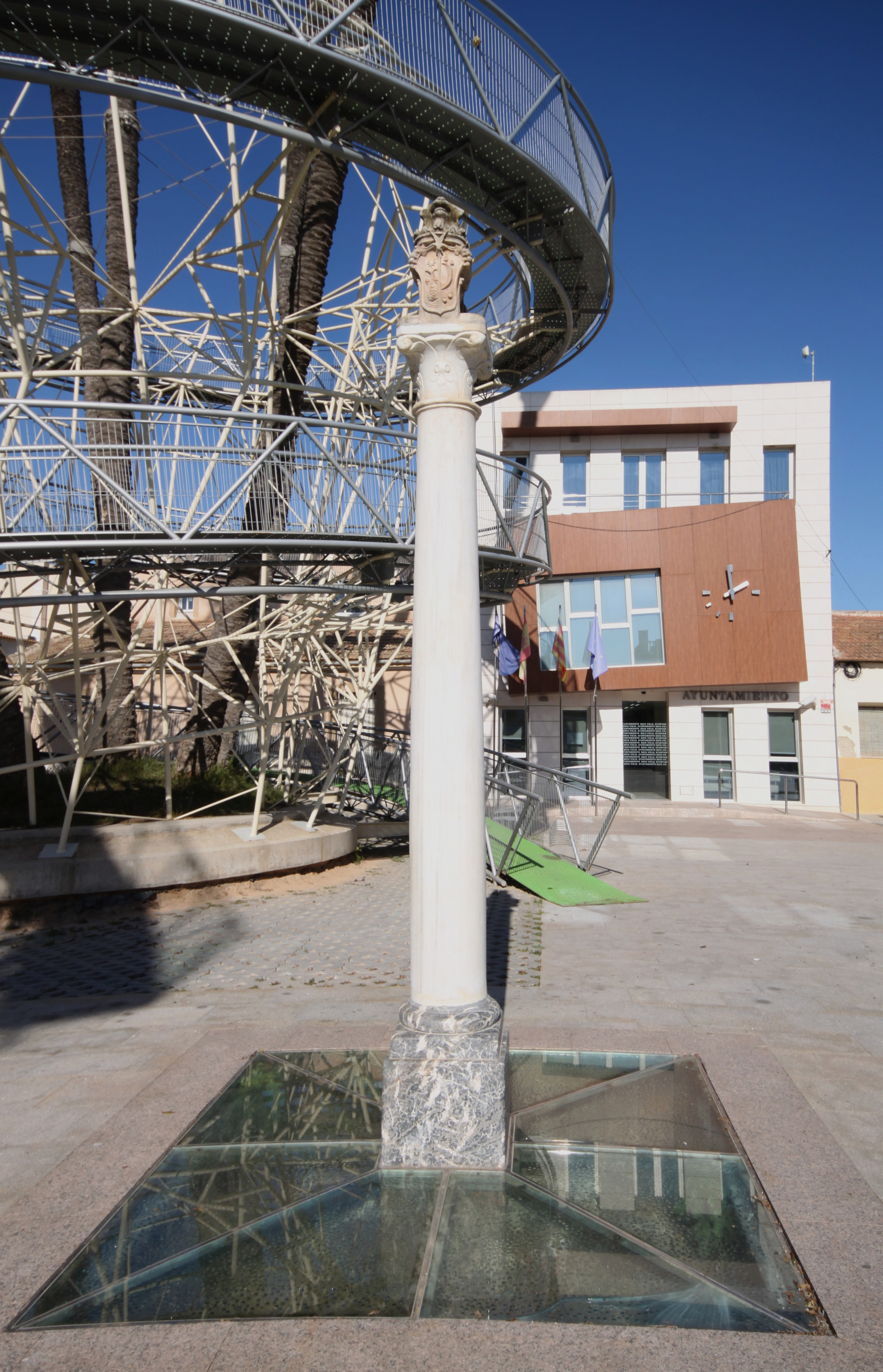
Detalle
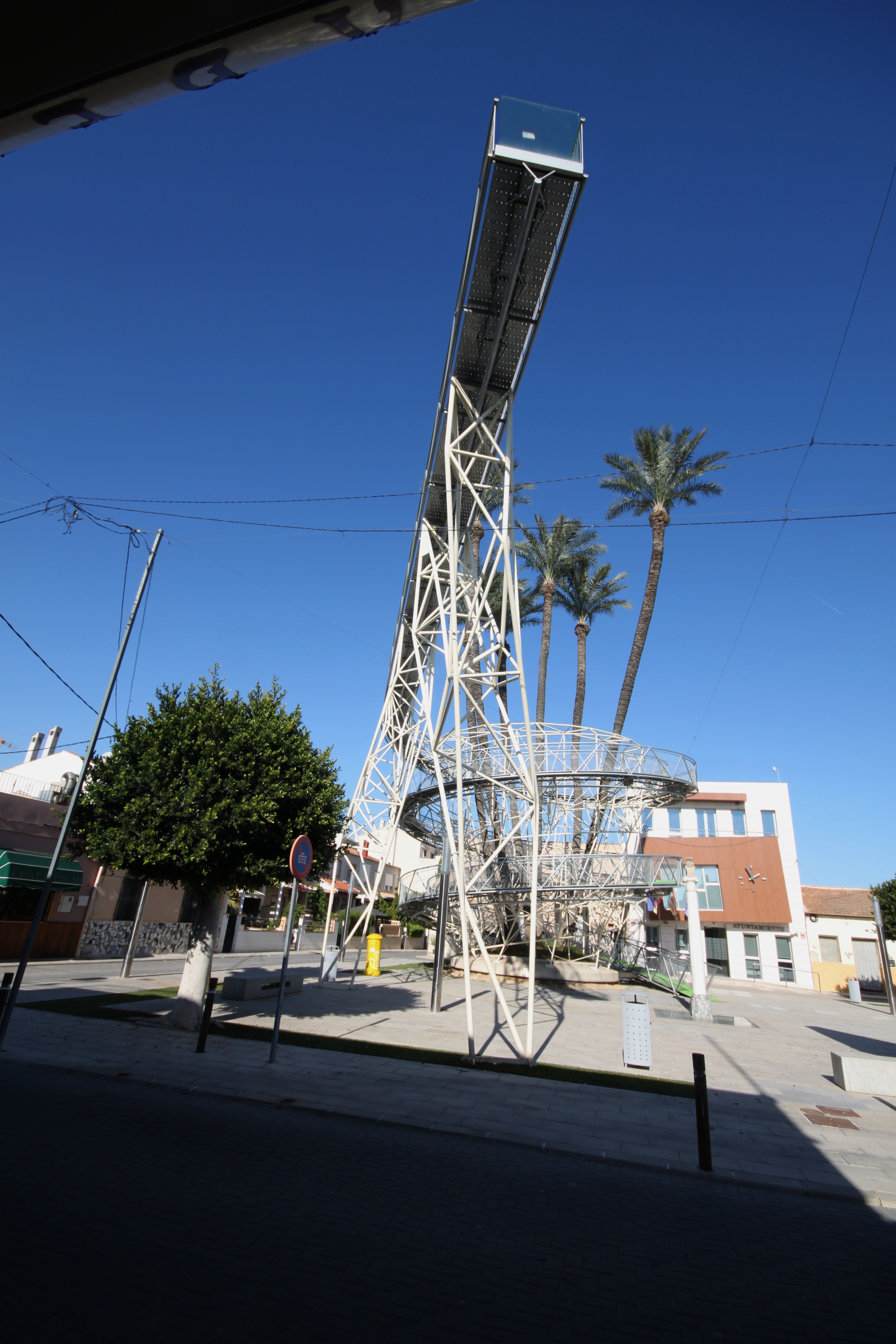
Mirador
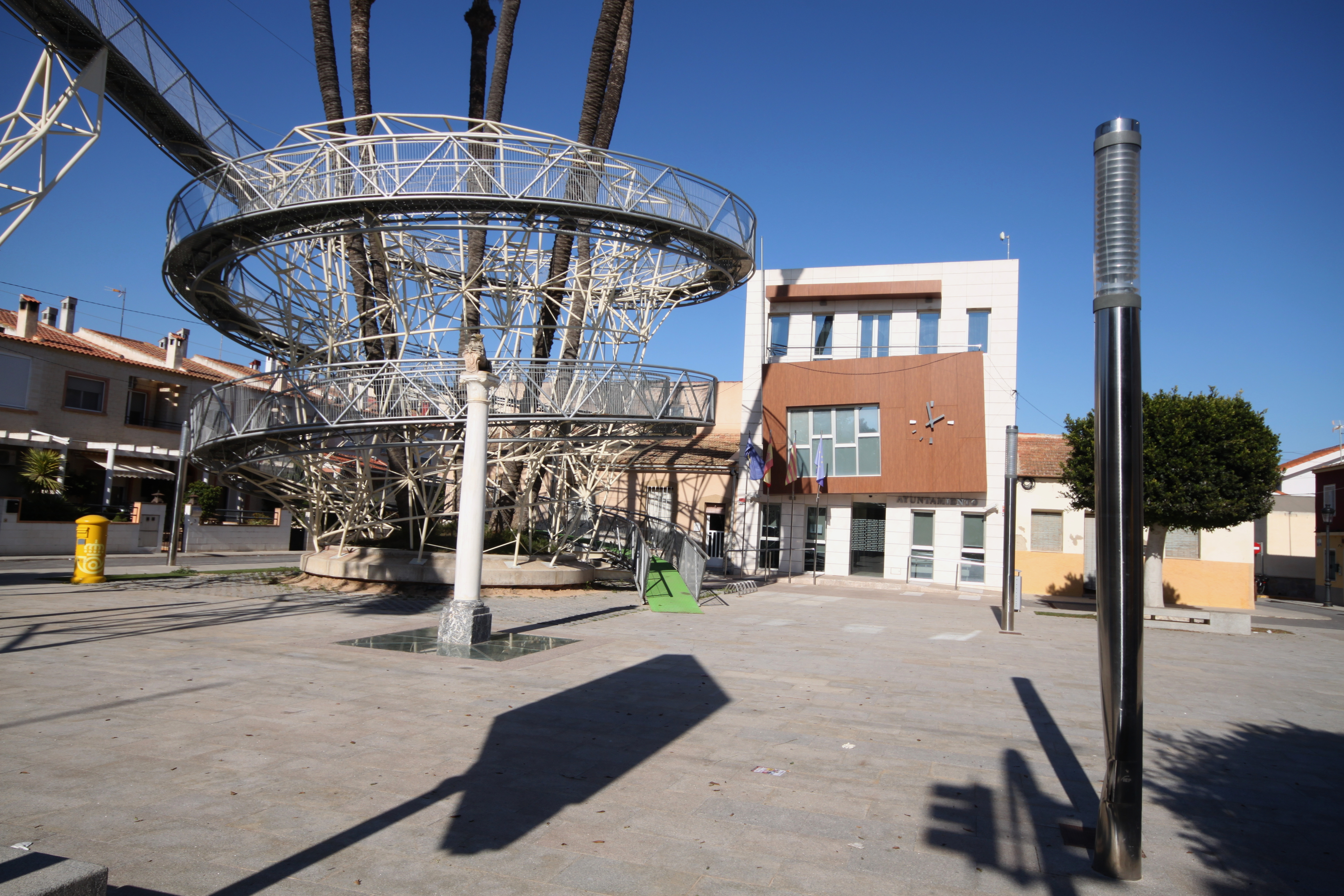
Aceso a mirador y Ayuntamiento
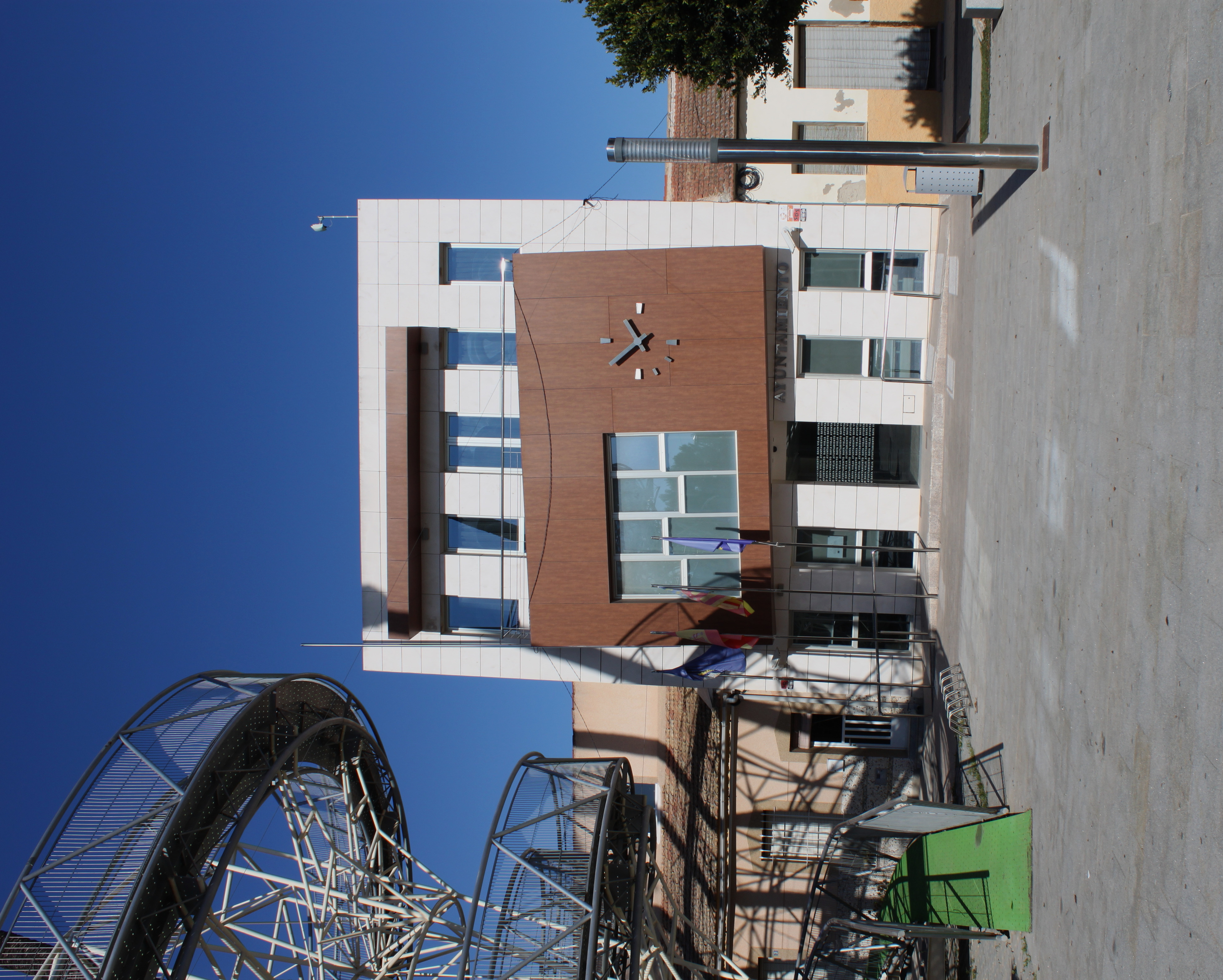
Ayuntamiento
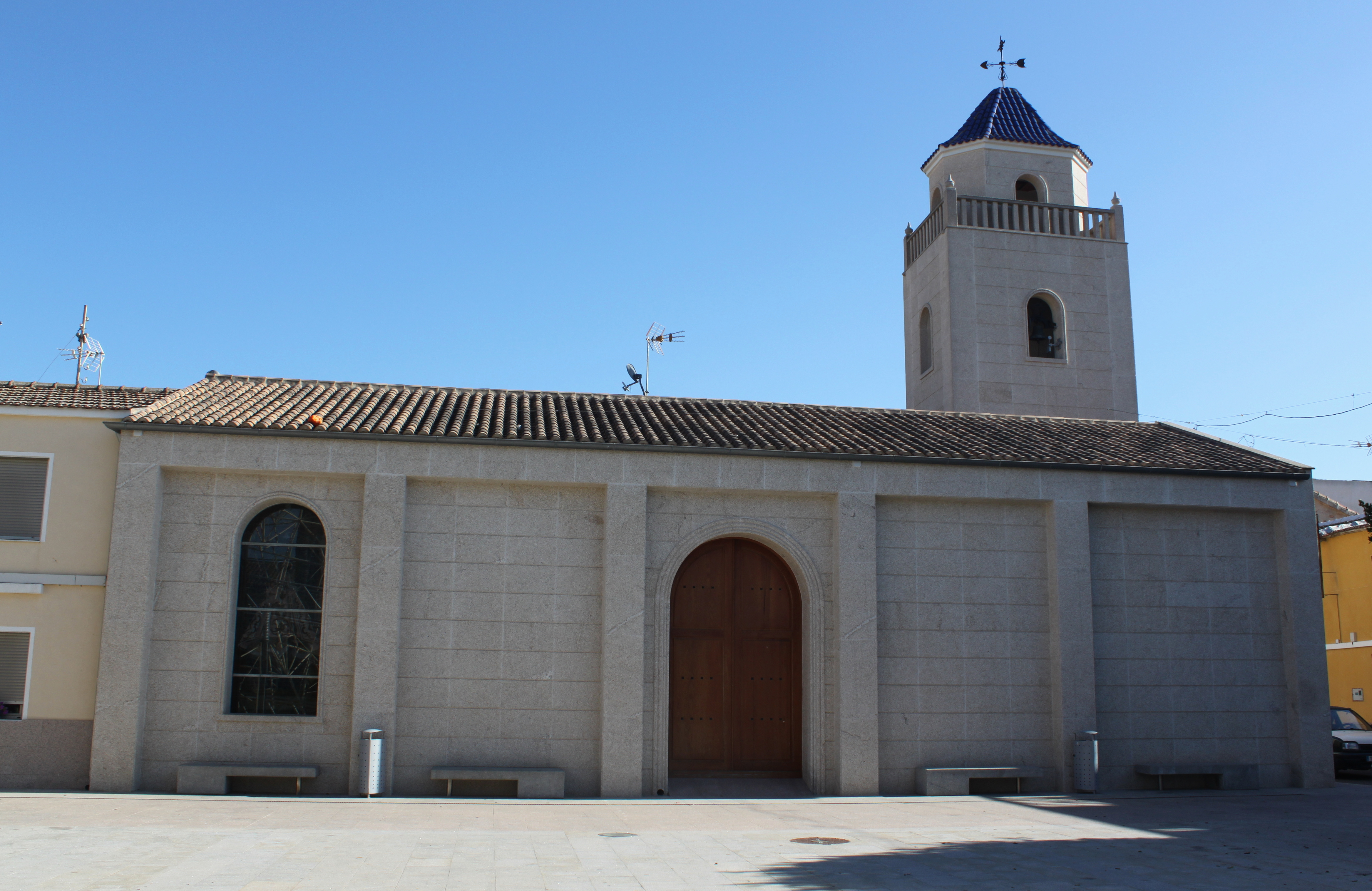
Iglesia

## Fiestas
- Fiestas Patronales. Se celebran el 8 de septiembre dedicadas a la Virgen de Monserrate.